# 住民登録法
住民登録法（じゅうみんとうろくほう、昭和26年法律第218号）は、日本人の居住関係の公証と各種行政事務を行う基礎となる制度として住民票と戸籍の附票を規定した、廃止された日本の法律。それまでの寄留法等に代わるものとして制定された。
1967年（昭和42年）第55回国会で住民基本台帳法が成立し、同年11月10日の同法施行に伴い住民登録法および住民登録法施行法は廃止された。

## 構成
- 第1章 総説（第1条－第2条）
  - 第1条 目的
  - 第2条 登録事務の処理
- 第2章 住民票（第3条－第10条）
  - 第3条 作製
  - 第4条 記載事項
  - 第5条 記載等の原因
  - 第6条 記載
  - 第7条 消除
  - 第8条 更正
  - 第9条 戸籍の届出等に基く通知
  - 第10条 閲覧、謄本、抄本、証明
- 第3章 戸籍の附票（第11条－第18条）
  - 第11条 作製
  - 第12条 記載事項
  - 第13条 記載等の原因
  - 第14条 記載
  - 第15条 消除
  - 第16条 住民票の記載等に基く通知
  - 第17条 本籍転属の場合の通知
  - 第18条 住民票の規定の準用
- 第4章 届出（第19条－第25条）
  - 第19条 届出人
  - 第20条 届出地
  - 第21条 届書の記載事項
  - 第22条 転入届
  - 第23条 転居届
  - 第24条 変更届
  - 第25条 国外移住届
- 第5章 雑則（第26条－第33条）
  - 第26条 指定都市の特例
  - 第27条 適用の除外
  - 第28条 勧告又は助言
  - 第29条 報告
  - 第30条 事実の調査
  - 第31条・第32条 罰則
  - 第33条 政令への委任
- 附則